# 萨勒曼·法拉杰
萨勒曼·法拉杰（阿拉伯语：‎，1989年8月1日—）是沙特阿拉伯的职业足球运动员，司职中场，现效力于沙特阿拉伯职业足球联赛的尼奧姆，他也代表沙特阿拉伯国家足球队。

## 荣誉
希拉尔
- 沙特阿拉伯职业足球联赛（8）：2009–10、2010–11、2016–17、2017–18、2019–20、2020–21、2021–22、2023–24
- 沙特王儲盃（6）：2008–09、2009–10、2010–11、2011–12、2012–13、2015–16
- 沙特國王盃（3）：2015、2017、2019–20
- 沙特超级盃（4）：2015、2018、2021、2023[5]
- 亚足联冠军联赛（2）：2019、2021